# Just Let Me Cry/Pretend That I'm Her
Just Let Me Cry/Pretend That I'm Her è il 53º singolo di Mina, pubblicato il 14 febbraio 1963 su vinile a 45 giri dall'etichetta Italdisc.

## Il disco
Il 1963 inizia con la pubblicazione di questo singolo cantato in inglese --già inciso e stampato dalla cantante in versione promozionale con copertina generica a dicembre dell'anno precedente negli USA (Verve VK 10277), dove sarà pubblicato ufficialmente solo nel 1964, con lo stesso numero di catalogo e una nuova copertina ufficiale-- distribuito in Italia dalla Italdisc con due copertine diverse: ufficiale fronte e retro, alternativa (con i titoli invertiti rispetto ai lati del disco) fronte e retro.
I due brani (in inglese) sono cover di altrettanti pezzi originali e fanno parte sia della raccolta Internazionale del 1998, sia dell'antologia in CD Ritratto: I singoli Vol. 2 del 2010 che raccoglie tutti i singoli dell'artista fino al 1964.
Le corrispondenti versioni in lingua italiana, incise da Mina nei medesimi studi e periodo, sono state inserite, prima nell'album ufficiale  Stessa spiaggia, stesso mare del 1963, poi l'anno seguente, invertendo i titoli sui due lati, nel 45 giri A volte/Non piangerò, infine nella raccolta Mina Gold del 1998 e, come bonus track, nella citata antologia del 2010.

## Just Let Me Cry
La versione originale è stata incisa da Lesley Gore nel giugno 1962.
Il brano è stato inciso dalla cantante in
- italiano nel 1963: titolo Non piangerò, testo di Leo Chiosso come Roxy Bob
- spagnolo nel 1963: intitolato Déjadme llorar (ignoto l'autore del testo),[6] nelle raccolte italiane Mina canta in spagnolo (1995) e Mina latina due (1999)
- francese nel 1964: titolo Pleurer pour toi, testo di Hubert Ithier,[7] contenuto nella compilation italiana Notre étoile (1999).

Le edizioni nelle varie lingue straniere di questi dischi fanno parte delle discografie dell'artista nelle nazioni corrispondenti.

## Pretend That I'm Her
Cover della versione originale del 1962 tratta dalla serie televisiva americana Un equipaggio tutto matto (McHale's Navy) con Tim Conway.
Anche questo brano è stato interpretato da Mina in italiano, titolo A volte, con il testo di Leo Chiosso alias Roxy Bob.

## Tracce
Lato A
1. Just Let Me Cry (Non piangerò) – 2:18 (testo: Mark Barkan – musica: Ben Raleigh; edizioni musicali Helios, BMI)

Lato B
1. Pretend That I'm Her (A volte) – 2:51 (Norman Blagman, Sam Bobrick; edizioni musicali Conquest, ASCAP)